# 甘敦 (密西西比州)
甘敦（英語：Guntown）是位於美國密西西比州李縣的城市。

## 人口
根據2020年美國人口普查的數據，甘敦的面積為12.10平方千米，當中陸地面積為12.07平方千米，而水域面積為0.03平方千米。當地共有人口2410人，而人口密度為每平方千米199人。